# Modlitebna Církve adventistů sedmého dne (Smíchov)
Modlitebna Církve adventistů sedmého dne v Praze na Malvazinkách je budova postavená mezi roky 1982 a 1985 podle návrhu brněnského architekta Václava Třísky. Nachází se na adrese Peroutkova 2482/57 v městské části Praha 5-Smíchov v těsném sousedství Nového židovského hřbitova.

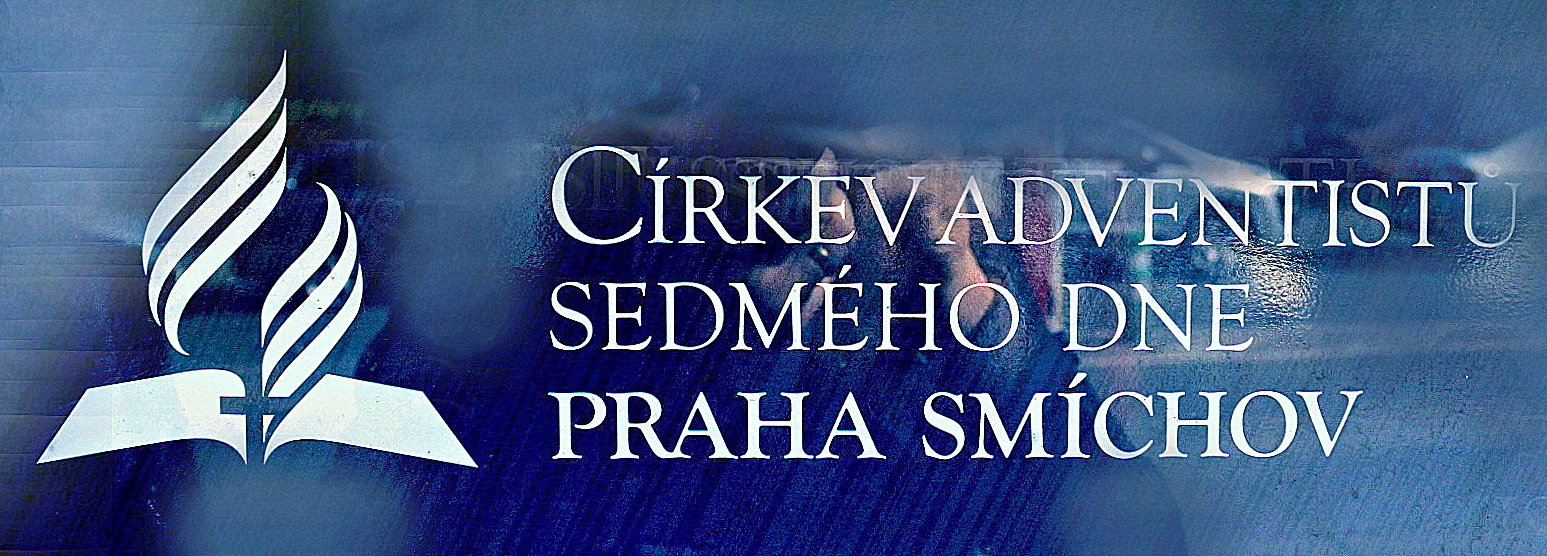
Nápis

Kazatelem sboru je br. Václav Vondrášek a s. Soňa Sílová.
Sbor se schází na pravidelné bohoslužby vždy v sobotu v 9:30. Nejdříve se studuje Písmo svaté a poté se v 10:45 pokračuje chválami a kázáním. Druhou část bohoslužeb je možné sledovat online na sborovém YouTube kanále.